# Vestri Ísafjörður
Vestri is een IJslandse voetbalclub uit Ísafjörður in de noordwestelijke provincie Vestfirðir. Thuiswedstrijden worden gespeeld in het Torfnesvöllur. De clubkleuren zijn rood-blauw.

## Geschiedenis
De club ontstond in mei 2006 als fusieclub onder de naam BÍ/Bolungarvík na een fusie tussen Boltafélag Ísafjarðar (BÍ 88) uit Ísafjörður en UMF Bolungarvík uit Bolungarvík. Het promoveerde in 2008 naar het derde niveau, de 2. deild karla. In 2010 behaalde men een tweede plaats in de competitie en steeg het zelfs door naar de 1. deild karla. In 2015 degradeerde BÍ/Bolungarvík.
In 2015 sloegen een aantal verenigingen van verschillende sporten uit de provincie Vestfirðir de handen ineen, door één nieuwe omnisportvereniging te creëren in de provincie onder de naam Vestri. Voor de voetbalclub zou er qua samenstelling en voetbalaccommodatie niets veranderen.
Jarenlang zou Vestri strijden voor een plaats op het tweede niveau, maar het lukte niet om de 1. deild karla te bereiken. In 2019 werd wel promotie bereikt met het behalen van de tweede plaats in de 2. deild karla. 
Er werden ambities uitgesproken om de hoogste klasse te bereiken. In 2023 won Vestri de eindronde tegen Fjölnir en UMF Afturelding, waardoor de afgelegen Westfjorden voor het eerst na de degradatie van ÍB Ísafjörður in 1983 weer een club zouden hebben op het hoogste voetbalniveau.

#### Eindklasseringen
- 2011 6e
1. deild karla
- 2012 9e
1. deild karla
- 2013 5e
1. deild karla
- 2014 10e
1. deild karla
- 2015 12e
1. deild karla
- 2016 6e
2. deild karla
- 2017 9e
2. deild karla
- 2018 3e
2. deild karla
- 2019 2e
2. deild karla
- 2020 7e
1. deild karla
- 2021 5e
1. deild karla
- 2022 10e
1. deild karla
- 2023 4e
1. deild karla
- 2024 10e
Úrvalsdeild

- Úrvalsdeild
- 1. deild karla
- 2. deild karla